# Élections régionales de 2019 en Ombrie
Les élections régionales de 2019 en Ombrie (en italien : Elezioni regionali in Umbria) ont lieu le 27 octobre 2019, afin d'élire le président et les conseillers de la XIe législature de l'Assemblée législative de l'Ombrie pour un mandat de cinq ans.
Le scrutin donne lieu à la première alternance dans la région depuis 50 ans. Le gouvernement de centre gauche mené par le Parti démocrate, entaché par un scandale de corruption, ne parvient pas à se maintenir malgré son alliance récente avec le Mouvement 5 étoiles. Donatella Tesei, sénatrice pour la Ligue, prend la présidence de la région, à la tête de la Coalition de centre-droit menée par la Ligue.

## Contexte
Ces élections ont lieu de manière anticipée plusieurs mois avant la fin du mandat de la précédente législature, à la suite d’un scandale de corruption touchant les principales figures régionales du Parti démocrate, y compris la présidente du conseil, Catiuscia Marini, poussée à la démission.

## Système électoral
Le conseil et son président sont élus simultanément pour des mandats de cinq ans, en accord avec la loi électorale régionale du 4 janvier 2010. Le président est élu au scrutin uninominal majoritaire à un tour tandis que les 19 sièges composant le conseil sont pourvus au scrutin proportionnel plurinominal avec listes ouvertes et répartition des sièges selon la méthode du plus fort reste à toutes les listes ayant franchi le seuil électoral de 2,5 % des suffrages exprimés. Les électeurs ont la possibilité d'effectuer un vote préférentiel pour l'un des candidats de la liste pour laquelle ils votent, afin de faire monter sa place dans celle-ci. Douze sièges sont cependant attribués d'office à la liste ou coalition du candidat vainqueur à la présidence, donnant au scrutin une finalité majoritaire. Enfin, le président élu ainsi que les candidats à la présidence soutenus par des listes ayant obtenus au moins un siège sont membres à part entière du conseil, ce qui porte le nombre de ses membres à un minimum de 20.

### Répartition des sièges
| Provinces                 | Circ.                     | Sièges | +/-           |
| ------------------------- | ------------------------- | ------ | ------------- |
| Pérouse                   | "Ombrie"                  | 19     | 1             |
| Terni                     | "Ombrie"                  | 19     | 1             |
| Candidats à la présidence | Candidats à la présidence | 2      | 1             |
| Total                     | Total                     | 21     | en stagnation |
|                           |                           |        |               |

## Sondages

### Présidence
| Date             | Sondeur         | Échantillon | Bianconi | Tesei | Ricci | Camuzzi | Rubicondi | Autres | Indécis | Avance |
| ---------------- | --------------- | ----------- | -------- | ----- | ----- | ------- | --------- | ------ | ------- | ------ |
| Date             | Sondeur         | Échantillon |          |       |       |         |           | Autres | Indécis | Avance |
| 10 oct. 2019     | Noto            | -           | 41,0     | 49,0  | 6,5   | -       | -         | 3,5    | 29,0    | 8,0    |
| 4-8 oct. 2019    | Ixè             | 1000        | 45,0     | 44,5  | 6,5   | -       | -         | 4,0    | 34,0    | 0,5    |
| 1-7 oct. 2019    | SWG             | 1000        | 43,0     | 52    | 4,0   | 1,0     | 1,0       | 1,0    | -       | 8,0    |
| 25-27 sept. 2019 | Quorum-YouTrend | 1000        | 43,1     | 47,2  | 6,2   | 1,7     | 1,9       | -      | 14,8    | 4,0    |

## Résultats
|                                |                                |            |            |                      |                                 |                                |         |         |               |               |               |       |  |  |
| Présidence                     | Présidence                     | Présidence | Présidence | Présidence           | Conseil                         | Conseil                        | Conseil | Conseil | Conseil       | Conseil       | Conseil       | Total |  |  |
| Candidats                      | Candidats                      | Votes      | %          | Élus                 | Partis                          | Partis                         | Votes   | %       | +/-           | Sièges        | +/-           | Total |  |  |
|                                | Donatella Tesei (Lega)         | 255 158    | 57,55      | 1                    |                                 |                                |         |         |               |               |               |       |  |  |
|                                | Donatella Tesei (Lega)         | 255 158    | 57,55      | 1                    | Ligue (Lega)                    | 154 413                        | 36,95   | 22,96   | 8             | 6             |               |       |  |  |
|                                | Donatella Tesei (Lega)         | 255 158    | 57,55      | 1                    | Frères d'Italie (FdI)           | 43 443                         | 10,40   | 4,16    | 2             | 1             |               |       |  |  |
|                                | Donatella Tesei (Lega)         | 255 158    | 57,55      | 1                    | Forza Italia (FI)               | 22 991                         | 5,50    | 3,03    | 1             | en stagnation |               |       |  |  |
|                                | Donatella Tesei (Lega)         | 255 158    | 57,55      | 1                    | Tesei pour la présidence        | 16 424                         | 3,93    | Nv.     | 1             | 1             |               |       |  |  |
|                                | Donatella Tesei (Lega)         | 255 158    | 57,55      | 1                    | Ombrie civique (av. NPSI)       | 8 608                          | 2,06    | Nv.     | —             | en stagnation |               |       |  |  |
| Total Centre-droit             | Total Centre-droit             | 255 158    | 57,55      | 1                    | 245 879                         | 58,84                          | 20,29   | 12      | 7             | 13            |               |       |  |  |
|                                | Vincenzo Bianconi (Ind.)       | 166 179    | 37,48      | 1                    |                                 | Parti démocrate (PD)           | 93 296  | 22,33   | 13,43         | 5             | 5             |       |  |  |
|                                | Vincenzo Bianconi (Ind.)       | 166 179    | 37,48      | 1                    | Mouvement 5 étoiles (M5S)       | 30 953                         | 7,41    | 7,14    | 1             | en stagnation |               |       |  |  |
|                                | Vincenzo Bianconi (Ind.)       | 166 179    | 37,48      | 1                    | Bianconi pour l'Ombrie          | 16 833                         | 4,03    | Nv.     | 1             | 1             |               |       |  |  |
|                                | Vincenzo Bianconi (Ind.)       | 166 179    | 37,48      | 1                    | Gauche verte civique (SI-Art.1) | 6 727                          | 1,61    | Nv.     | —             | en stagnation |               |       |  |  |
|                                | Vincenzo Bianconi (Ind.)       | 166 179    | 37,48      | 1                    | Europe verte (EV)               | 5 975                          | 1,43    | Nv.     | —             | en stagnation |               |       |  |  |
| Total Centre-gauche            | Total Centre-gauche            | 166 179    | 37,48      | 1                    | 153 784                         | 36,80                          | 6,46    | 7       | 6             | 8             |               |       |  |  |
|                                | Claudio Ricci (Ind.)           | 9 837      | 2,63       | —                    |                                 | Ricci pour la présidence       | 5 261   | 1,26    | 3,23          | —             | 1             |       |  |  |
|                                | Claudio Ricci (Ind.)           | 9 837      | 2,63       | —                    | Italie civique                  | 2 175                          | 0,52    | Nv.     | —             | en stagnation |               |       |  |  |
|                                | Claudio Ricci (Ind.)           | 9 837      | 2,63       | —                    | Proposition pour l'Ombrie       | 1 475                          | 0,35    | Nv.     | —             | en stagnation |               |       |  |  |
| Total Ricci pour la présidence | Total Ricci pour la présidence | 9 837      | 2,63       | —                    | 8 911                           | 2,13                           | Nv.     | 0       | en stagnation | 0             |               |       |  |  |
|                                | Rossano Rubicondi              | 4 484      | 1,01       | —                    |                                 | Parti communiste (PC)          | 4 108   | 0,98    | Nv.           | 0             | en stagnation | 0     |  |  |
|                                | Emiliano Camuzzi (PaP)         | 3 846      | 0,87       | —                    |                                 | Parti communiste italien (PCI) | 2 098   | 0,50    | Nv.           | —             | en stagnation |       |  |  |
|                                | Emiliano Camuzzi (PaP)         | 3 846      | 0,87       | —                    | Pouvoir au peuple (PaP)         | 1 345                          | 0,32    | 1,26    | —             | en stagnation |               |       |  |  |
| Total Gauche                   | Total Gauche                   | 3 846      | 0,87       | —                    | 3 443                           | 0,82                           | Nv.     | 0       | en stagnation | 0             |               |       |  |  |
|                                | Martina Carletti               | 910        | 0,21       | —                    |                                 | Reconquérir l'Italie           | 808     | 0,19    | Nv.           | 0             | en stagnation | 0     |  |  |
|                                | Antonio Pappalardo             | 587        | 0,13       | —                    |                                 | Vestes orange                  | 524     | 0,12    | Nv.           | 0             | en stagnation | 0     |  |  |
|                                | Giuseppe Cirillo               | 461        | 0,10       | —                    |                                 | Parti des bonnes manières      | 420     | 0,10    | Nv.           | 0             | en stagnation | 0     |  |  |
|                                |                                |            |            |                      |                                 |                                |         |         |               |               |               |       |  |  |
| Votes valides                  | Votes valides                  | 443 343    | 97,40      |                      | Votes valides                   | Votes valides                  | 417 877 | 91,80   |               |               |               |       |  |  |
| Votes blancs et nuls           | Votes blancs et nuls           | 11 841     | 2,60       | Votes blancs et nuls | Votes blancs et nuls            | 37 307                         | 8,20    |         |               |               |               |       |  |  |
| Total candidats                | Total candidats                | 455 184    | 100        | 2                    | Total partis                    | Total partis                   | 455 184 | 100     | -             | 19            | 1             | 21    |  |  |
| Abstentions                    | Abstentions                    | 248 412    | 35,31      |                      |                                 |                                |         |         |               |               |               |       |  |  |
| Inscrits/Participation         | Inscrits/Participation         | 703 596    | 64,69      |                      |                                 |                                |         |         |               |               |               |       |  |  |

## Conséquences
Cette élection, qui voit une victoire de la droite plus importante que prévu, met fin à 50 ans d'administration par la gauche. L'alliance de droite menée par la Ligue remporte largement la victoire et fait perdre à la gauche un de ses fiefs historiques. La Ligue réussit une « percée spectaculaire » en augmentant de moitié sa part des voix depuis les législatives de 2018. Le résultat est perçu comme un « triomphe » du dirigeant de la Ligue, Matteo Salvini. Celui du Mouvement 5 étoiles, Luigi Di Maio, annonce pour sa part qu'il ne renouvellera pas l'expérimentation d'une liste commune avec la gauche dans un scrutin régional, tout en maintenant l'alliance au niveau national,.